# 天使たちの午後
『天使たちの午後』（てんしたちのごご）は、1985年から2001年にかけてJASTより発売されたアダルトゲームのシリーズである。
若者たちの恋愛を描いた本作は、アドベンチャー形式のアダルトゲームの祖とされている。
PC-8800シリーズ版では『天使たちの午後』初期バージョンを除き番外編も含めて別売の『ジャストサウンド』を用いることで登場人物のセリフが音声出力されるよう設計されている。
一方、レトロゲーム専門店・BEEPは、現時点において本作の権利元ならびにその連絡先がわからないため、復刻したくてもできないとアダルトゲーム雑誌「BugBug」2025年3月号のインタビューの中で語っている。

## 発売リスト
- 1985年
  - 5月[4] - 天使たちの午後
  - 12月 - 天使たちの午後 番外編
- 1987年10月 - 天使たちの午後II 〜美奈子〜
- 1988年5月 - 天使たちの午後II 番外編
- 1989年11月下旬 - 天使たちの午後III 〜リボン〜
- 1990年10月 - 天使たちの午後III 番外編
- 1991年7月10日 - 天使たちの午後IV 〜ゆう子〜
- 1992年
  - 2月 - ごめんねエンジェル 〜横浜物語〜（仮題：天使たちの午後Special・横浜物語）
  - 12月 - 天使たちの午後V 〜狙われた天使〜
- 1993年
  - 3月1日 - 天使たちの午後III 番外編・反省版
  - 5月14日
    - 天使たちの午後SpecialII
    - 天使たちの午後VI 〜My Fair Teacher〜
- 1995年
  - 2月22日 - 天使たちの午後Collection
『I（初代）』、『II』、『III』を収録。
  - 6月16日 - 天使たちの午後 〜転校生〜
  - 11月17日 - 天使たちの午後Collection2
『II 番外編』、『III 番外編・反省版』、『IV 〜ゆう子〜』を収録。『III』では、200ラインCGを400ラインにリメイク。シナリオの変更など、随所に見直しが図られている。[5]
- 1996年11月22日 - 天使たちの微笑み
- 1998年5月29日 - もんもん学園 ten.ko.sei
『〜転校生〜』のリメイク版。
- 2001年9月7日 - 天使達の午後 SEASON2001（Purpleより発売）

## 作品解説

### 天使たちの午後
高校を舞台に、アイドル的存在のテニス部員を射止めるアドベンチャーゲーム。8色しか使っていないにもかかわらず、当時のアニメに近い色合いを表現したことでも知られている。
JICC出版局（現・宝島社）から「アダルトゲームノベルズコレクション」として1985年にノベライズされた。
番外編は本編で使用されなかったCGをまとめた内容である。

#### あらすじ
主人公はあこがれのテニス部員・由美子を手に入れるべく、テニス部の下級生から情報を聞き出す。その後、主人公は付き合っていた久美というガールフレンドを捨てる。
さらにその後、主人公は陽子という別の女子生徒とともに、親友とその恋人とダブルデートをし、陽子だけでなく親友の恋人にも手を出す。
やがて、主人公は由美子が教頭に脅されて肉体関係を持たされていたことを知り、後日登校早々、由美子に肉体関係を結ばせていた教頭を殴る。
紆余曲折の末、主人公は由美子と結ばれる。

#### 登場人物（天使たちの午後）
主人公

白石由美子
学園のアイドルであるテニス部員。才色兼備の少女。
石井
主人公の悪友。
真理
由美子の後輩である1年生。
島崎久美
主人公のガールフレンド。
直子
石井のガールフレンド。
洋子
直子の友人。

#### 評価
IGN Japanの編集部・歐陽宇亮は、2018年の記事の中で、本作を恋愛アドベンチャーゲームの祖だとしつつも、本作より後に発売された『きゃんきゃんバニー』のほうが結ばれるまでの過程が丁寧に描かれているとしている。
また、歐陽は自身の学生時代の論文を紹介した2017年の記事の中で、1980年代の「エッチゲー」の形式が充実する過程を示す例として本作を取り上げている。
ライターの大澤良貴は書籍『美少女ゲームマニアックス』に寄稿したコラム「エロゲー今昔物語」において、『天使たちの午後』のストーリー展開が当時としては起伏に富んでいたことや、キャラクターの個性も際立っていたと述べ、事実上アダルトゲームにキャラクター性とドラマ性を持ち込んだ作品だと評している。
また、大澤は同作のヒットにより、徳間書店の『テクノポリス』が「美少女ゲーム」という単語を生み出すきっかけとなったと述べている。

### 天使たちの午後II 〜美奈子〜
男女間の恋愛を描いた第一作とは異なり、同性愛者の女子学生・美奈子の日常を追いかけた作品であり、百合描写が含まれる。
番外編は梢がメインヒロインとなり、システムもコマンド選択式に切り替わった。原画は中山たろうによる。

#### あらすじ（番外編）
梢は義兄のひろしとも肉体関係を結んでいたが、ある日、ひろしは父から家業を継ぐ修業のため、海外に行くことを言い渡される。海外赴任までの日が近づく中、彼は義妹にそれを伝えるべきか悩む。

#### 登場人物（天使たちの午後II）
美奈子
主人公。クラスメイトの杏子と肉体関係を持つレズビアン。
杏子
美奈子の恋人でクラスメイト。だが、男性とも付き合ってることが判明し、美奈子にショックを与えた。
梢
美奈子の先輩で番外編のヒロイン。番外編では義兄との恋愛関係が取り上げられた。

### 天使たちの午後III 〜リボン〜
学校の教師と女子学生・岡本遙の恋を描いた物語となっている。

### 天使たちの午後III 番外編
彼女持ちの主人公が、名門女学校の生徒・高円寺瑠璃に惚れたことをきっかけに、様々な女性たちと肉体関係を持つ様子が描かれている。
『III 番外編』は、『IV 〜ゆう子〜』とともに1991年に猥褻図画像販売目的所持で家宅捜索を受けた後に回収されている（沙織事件参照）。
事件後の1993年3月1日、『III 番外編』はグラフィックを「反省（修正）」した『反省版』として再発売された。原画は牧野竜一による。

### 天使たちの午後IV 〜ゆう子〜
親戚の依頼で学園に教師として潜入した主人公が、怪事件を解決していく。主人公には婚約者がおり、表題にも書かれたヒロインの裕子と結ばれるとバッドエンドになってしまう。
『IV 〜ゆう子〜』は1991年に、猥褻図画像販売目的所持容疑で家宅捜索を受けた後に回収された。

### ごめんねエンジェル 〜横浜物語〜
プロの捜し屋である主人公の「俺」が、婚約者の早苗の頼みで行方不明の姉を探すという内容である。
『III 番外編』と『IV 〜ゆう子〜』の回収により、開発が発表されていた『IV 番外編』の発売は中止され、1991年末発売の予定で開発が進んでいた『Special・横浜物語』がタイトルを『ごめんねエンジェル 〜横浜物語〜』と改題した上でグラフィックの修正を行い、1992年2月に発売された。一般に『ごめんねエンジェル』は天使たちの午後シリーズに含まれないことが多いが、この開発段階の仮題を認識しておかないと後年発売された『SpecialII』のタイトルが理解できない。

### 天使たちの午後V 〜狙われた天使〜
舞台監督である主人公が、ヒロインである人気ロック歌手・美紀の弟を殺した犯人を捜す内容となっている。

### 天使たちの午後 〜天使たちの微笑み〜
アドベンチャーゲームから育成シミュレーションのジャンルに変わってリニューアルされた。主人公は家庭教師のアルバイトをする大学生。大学受験生の教え子4人を、10月から4か月間教えて、志望校へ合格させることが目的となる。